# Jim Bessman
Jim Bessman (Milwaukee, 19 de julio de 1952-Nueva York, 22 de junio de 2021) fue un escritor y periodista estadounidense, reconocido en el ámbito de la crítica musical. Escribió para la revista Billboard y para otras publicaciones, aportó notas de acompañamiento para álbumes y cubrió las ceremonias de presentación del Salón de la Fama de los Compositores. Fue autor de los libros The Ramones - An American Band y John Mellencamp - The Concert at Walter Reed.
Fue miembro con derecho a voto del Salón de la Fama del Rock and Roll.

## Biografía
Bessman nació el 19 de julio de 1952 en Milwaukee, Wisconsin. Creció en Madison y empezó a escribir como independiente para Variety en las primeras etapas de su carrera. Se trasladó a Nueva York para trabajar en Cash Box y fue contratado por Timothy White en Billboard para escribir la columna Songwriting and Publishing. Siguió colaborando con artículos durante más de veinticinco años, aunque más tarde prefirió seguir trabajando como independiente. Escribió para Spin, Country Rhythms y CenterlineNews.com, entre otras publicaciones. Adicionalmente, escribió las notas de más de ochenta álbumes.
Bessman murió de un aneurisma el 22 de junio de 2021 en Manhattan.